# Anatolidamnicola
Anatolidamnicola is een geslacht van weekdieren uit de klasse van de Gastropoda (slakken).

## Soort
- Anatolidamnicola gloeri Şahin, Koca & Yildirim, 2012